# Феррари, Ванесса
Ванесса Феррари (итал. Vanessa Ferrari, родилась 10 ноября 1990 в Ордзинуови) — итальянская гимнастка, серебряный призер Олимпийских Игр 2020 в вольных упражнениях, абсолютная чемпионка мира, четырёхкратная чемпионка Европы. 

## Карьера

### Юниорская
Гимнастикой занимается с 8 лет. Дебютировала на международной арене в 2002 году. В 2004 году завоевала свою первую награду на юниорском чемпионате Европы — серебряную награду в многоборье (36.525 баллов). На том же первенстве она выиграла «бронзу» в командном первенстве, лично принеся 9.175 баллов в командный зачёт. В 2005 году участвовала в европейской Олимпиаде для молодёжи, а также в Средиземноморских играх в испанской Альмерии, завоевав в обоих соревнованиях золотые медали в многоборье. На Средиземноморских играх ей покорились ещё три золотые медали и одна серебряная (на разновысоких брусьях).

### Начало профессиональной карьеры
С 2006 года Ванесса выступает на профессиональном уровне. На чемпионате Европы 2006 года Ванесса своими усилиями принесла победу своей сборной в командном первенстве, обойдя всего лишь на одну десятую команду Румынии. Ванесса установила рекорд чемпионата, набрав максимальное индивидуальное количество баллов (причём соревнования по многоборью не проводились на том первенстве). В вольных упражнениях она стала второй, набрав 15.450 баллов и пропустив вперёд лишь Каталину Понор из Румынии, олимпийскую чемпионку. Падения с брусьев и бревна не позволили ей бороться за другие медали.

### Чемпионат мира 2006 года
В том же году на чемпионате мира Ванесса в многоборье набрала 61.025 балла и одержала сенсационную победу. Соревнования в многоборье проходили очень тяжело для итальянки: в упражнении на бревне Ферарри при исполнении сложного сальто с четырьмя поворотами допустила ошибку и упала, вылетев из тройки лидеров. Перед финальным этапом Ванесса отставала от китаянки Пань Панпань на 0,125 баллов: в последнем этапе итальянке предстояло выступить в вольных, а китаянке — на брусьях. В вольных упражнениях благодаря своему блестящему выступлению с технической точки зрения (она исполнила связку рондат-фляк-двойное сальто назад в группировке с двумя пируэтами-рондат-фляк-двойное сальто назад с поворотом на 360), а также за счёт неудачи Панпань на брусьях Феррари сумела вырвать победу.  Она опередила таких спортсменок, как Яна Бигер (США), Сандра Избаша, Стелиана Нистор (обе — Румыния) и Дарья Жура (Австралия).
Ванесса стала первой чемпионкой мира в многоборье, которая упала во время исполнения хотя бы одного упражнения. Это выступление привело к крупному скандалу в спортивной гимнастике: многие специалисты были удивлены тем, что даже падение с бревна не помешало Ванессе занять первое место. Критике подверглась и система оценивания, утверждённая в 1989 году: тренер сборной Румынии Николае Форминте заявил, что победу должны были отдать именно Бигер, а его подопечные заслуживали «серебро» и «бронзу» (Избаша и Нистор заняли 3-е и 4-е места соответственно). Тем не менее, оспорить результаты никто не сумел. На том же чемпионате мира Ванесса выиграла «бронзу» на брусьях и в вольных, а на бревне её снова постигла неудача.

### 2007 год
В 2007 году Ванесса продолжила одерживать победы, победив в многоборье, командном первенстве и вольных упражнениях на чемпионате Европы в Амстердаме. Однако на бревне и на брусьях она снова потерпела неудачу и осталась там без медалей. На чемпионате мира команда Италии остановилась в шаге от медалей, а сама Ванесса завоевала только бронзовую награду в многоборье.

### 2008 год
На Олимпийских играх 2008 года Ванесса выступала в многоборье, заняв 21-е место в квалификации. В командном первенстве она принесла итальянкам только 10-ю позицию, в финале многоборья стала 11-й. Лучшей оценкой в многоборье стала, как ни странно, оценка за выступления на бревне (15.600 баллов), которые стоили Ванессе в 2006 и 2007 годах медалей.

### Межолимпийский период
После Пекина Ванесса взяла перерыв, вернувшись на гимнастический помост в 2010 году. На чемпионате мира в многоборье она стала 11-й, в вольных упражнениях 6-й. Через год на чемпионате мира в командных соревнованиях она в составе команды заняла 9-е место, а в многоборье стала 11-й. В вольных она не выступала из-за травмы. В январе 2012 года Ванесса успешно прошла олимпийскую квалификацию в командном первенстве и вольных упражнениях, а в многоборье, несмотря на отсутствие квалификационного турнира как такового, показала наилучший результат. На чемпионате Европы в Брюсселе Феррари выиграла ещё одну бронзовую награду в командном первенстве.

### Игры в Лондоне
В Лондоне итальянка соревновалась в командном первенстве, многоборье и вольных упражнениях. В командном первенстве Ванесса выступила на всех снарядах, но команда поднялась лишь на 7-е место. В многоборье она стала восьмой. В вольных упражнениях она набрала 14.900 баллов — столько же, сколько набрала Алия Мустафина из России. Обе спортсменки боролись за бронзовые награды, однако более высокая оценка Мустафиной за исполнение позволила россиянке завоевать бронзовую награду, а Ванесса осталась без медалей, сместившись на 4-е место.

## Личная жизнь
Мать — Галя Николова, болгарка. Отец — Джованни Феррари, итальянец. Есть братья Иван и Мишель. Увлечения: танцы и дизайн.